# Zweeloo
Zweeloo est un village situé dans la commune néerlandaise de Coevorden, dans la province de Drenthe.
Zweeloo a été une commune indépendante jusqu'au 1er janvier 1998. Puis, la commune a été rattachée à Coevorden.

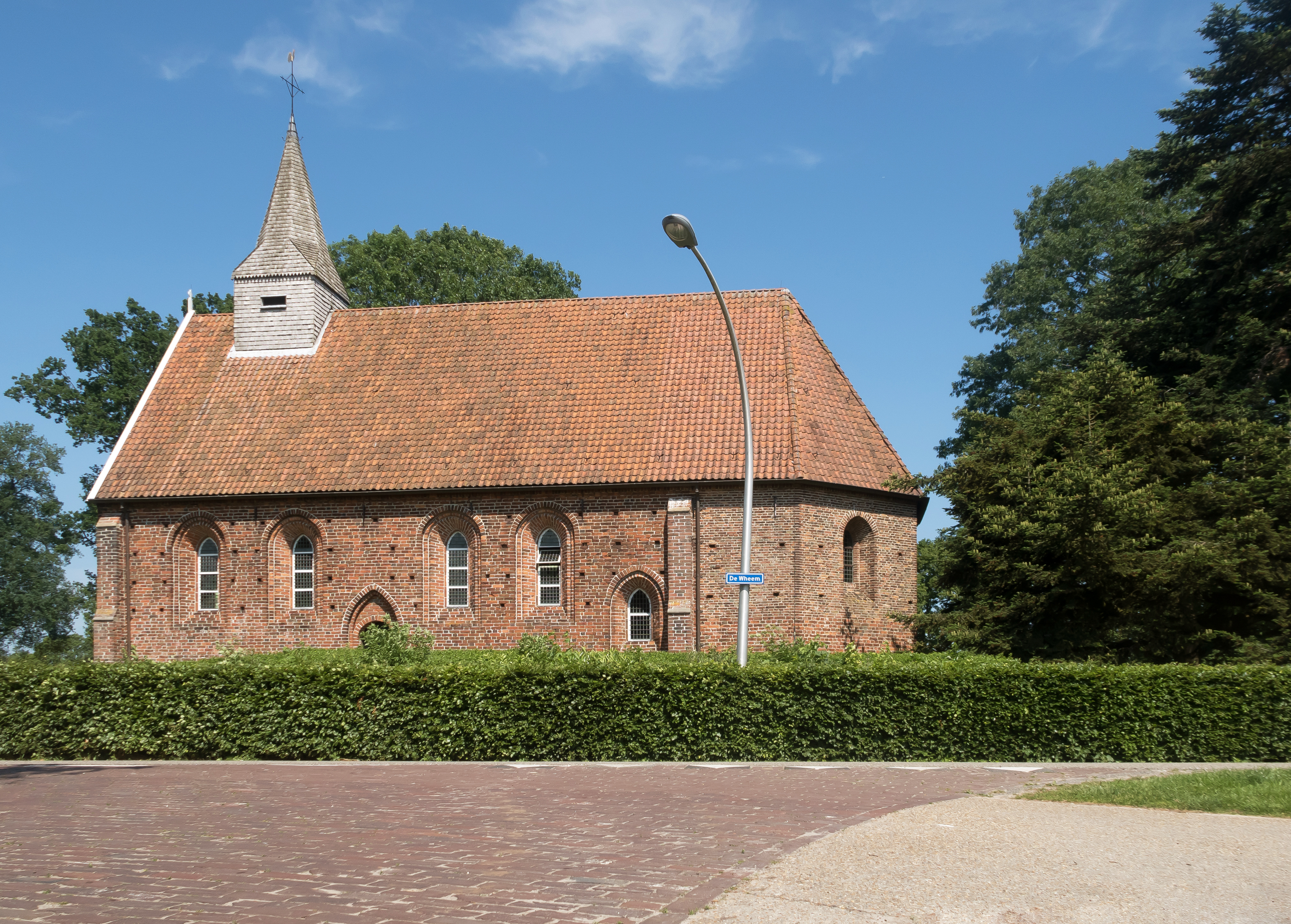
L'église protestante.

En 1817, la commune de Sleen est créée par remembrement du territoire de Zweeloo. Le 13 juillet 1819, cette création a été officialisée.
Le 1er janvier 1998 Sleen a été rattachée à Coevorden.